# Suramericano de Natación de 2004 - 200 m. Espalda Femenino
La prueba de 200 m espalda femenino del campeonato sudamericano de natación de 2004 se realizó el 26 de marzo de 2004, el segundo día de competencias del campeonato.

## Medallistas
| Evento        | Oro                                | Plata                           | Bronce                           |
| ------------- | ---------------------------------- | ------------------------------- | -------------------------------- |
| 200 m espalda | Georgina Bardach Argentina 2:21.08 | Laura Crespo · Brasil · 2:23.25 | Laura Gómez · Colombia · 2:25.32 |

## Resultados
| Posición | Carril | Nadador             | Tiempo  |
| -------- | ------ | ------------------- | ------- |
| 1        | 3      | Georgina Bardach    | 2:21.08 |
| 2        | 6      | Laura Crespo        | 2:23.25 |
| 3        | 4      | Laura Gomez         | 2:25.32 |
| 4        | 5      | Valeria Silva Merea | 2:25.40 |
| 5        | 7      | Nicole Mármol       | 2:27.28 |
| 6        | 8      | María Costanzo      | 2:28.64 |
| 7        | 1      | Francy Palma        | 2:29.99 |
| 8        | 2      | Fátima Valderrama   | 2:30.88 |